# Riccordia elegans
Riccordia elegans är en utdöd fågel i familjen kolibrier som förekom i Västindien. Den erkänns dock allt oftare som ett icke giltigt taxon.

## Utbredning och status
Fågeln är enbart känd från ett enda exemplar som troligen samlades in på Jamaica och kategoriseras som utdöd. Den har tidigare kategoriserats som underart till den likaledes utdöda nassausmaragden. Sedan 2023 anses den dock som ett icke giltigt taxon av både Clements et al och IOC.

## Släktestillhörighet
Arten placeras traditionellt i släktet Chlorostilbon, men genetiska studier visar att arterna i släktet inte står varandra närmast. Gouldsmaragden tros vara närmast besläktad med de karibiska arterna som urskilts i det egna släktet Riccordia och har flyttats med dem dit.

## Namn
Fågeln är uppkallad efter John Gould som beskrev arten 1860.